# Gerardo Osorio de Moscoso y Reynoso
Gerardo Osorio de Moscoso y Reynoso, XVII conde de Altamira (Madrid, 9 de noviembre de 1903 - Paracuellos de Jarama, 28 de noviembre de 1936) fue un aristócrata y político español. Fusilado junto a su hermano durante la Guerra civil española.

## Biografía
Gerardo Osorio de Moscoso y Reynoso, XVII conde de Altamira,  IX marqués de Pico de Velasco de Angustina, XII conde de Fuenclara, casó el 2 de julio de 1928 con María Consuelo de Castillejo y Wall,  XII condesa de Fuente del Sauco. Le sucedió su sobrino,  hijo de su hermana, María del Perpetuo Socorro Osorio de Moscoso y Reynoso, XXI marquesa de Maqueda, y de su esposo Leopoldo Barón y Torres. 
Gerardo Osorio fue detenido en junio de 1934 como supuesto autor de los disparos hechos el domingo 10 de junio desde un automóvil contra los hermanos Rico, en la calle Eloy Gonzalo de Madrid. Entre las víctimas se encontraban Juanita Rico y su hermano Lino.
Iniciada la guerra civil española, el 28 de noviembre de 1936 fue fusilado junto con su hermano Francisco Javier en las conocidas como matanzas de Paracuellos.